# Hohenstaufen (Göppingen)
Hohenstaufen (603 m ü. NN) ist ein nördlich gelegener Stadtbezirk von Göppingen am Südabhang des Bergs Hohenstaufen.

## Geschichte
Hohenstaufen wurde 1206 erstmals erwähnt. Der Ort geht auf den Wirtschaftshof der Burg zurück und besaß deshalb besondere Privilegien als Reichsdorf.
Am 1. August 1971 verlor Hohenstaufen ein Gebiet mit fast 150 Einwohnern an Ottenbach. Genau einen Monat später wurde das übrige Gemeindegebiet in die Kreisstadt Göppingen eingegliedert.

## Sehenswürdigkeiten
- Burg Hohenstaufen
- Dokumentationsraum zur staufischen Geschichte im Ort mit Pilgerstempel-Station
- Barbarossakirche
- Die Spielburg ist eine als Naturschutzgebiet geschützte Felsgruppe am Berg Hohenstaufen.

## Persönlichkeiten
- Paul Dettinger (1881–1949), Verwaltungsbeamter
- Thomas Friz (1950–2023), Musiker (Zupfgeigenhansel)

## Einzelnachweise

Ansicht des Aasrückens, dem Höhenzug zwischen dem Berg Hohenstaufen und dem Rechberg